# Т-12
Т-12 — опытный советский средний маневренный двухбашенный танк межвоенного периода. Построен в единственном экземпляре.

## История создания

### Руководители проекта
20 декабря 1927 года УММ РККА сформулировало требования к новому виду танков — «маневренному танку» с пушечно-пулемётным вооружением во вращающихся башнях. Разработку нового танка доверили Конструкторскому бюро Харьковского паровозостроительного завода имени Коминтерна. Руководство команды инженеров возглавлял главный конструктор ГКБ ОАТ С.Шукалов, ответственным исполнителем проекта был В.Заславский, проектировщиком МТО был А.Микулин.
ОАТ не спешил с реализацией этого задания и стремился переложить работу на ХПЗ, от которого за создание танка отвечали заместитель главного инженера М. Андриянов и заместитель начальника тракторного цеха В. Дудка. Непосредственное руководство работами по танку осуществлял инженер д С. Махонин.

### Описание танка
Компоновка танка получалась довольно плотной, хотя он и получился высок в размерах, и недостаточно удобным для работы экипажа.
Отделение управления располагалось спереди, сзади него были боевой отсек и моторно-трансмиссионное отделение. Большая девятигранная башня была рассчитана на экипаж из 3 человек, в который входили командир, заряжающий и пулемётчик. В лобовом листе танка можно было ставить 45-мм пушку или 57/60-мм гаубицу. По бортам ставились по два спаренных пулемёта Фёдорова, а в верхней башне (на крыше основной), смещённой назад, ставилась ещё одна спарка 7,62-мм пулемётов. В силовую установку входил авиадвигатель Hispano-9 мощностью 200 лошадиных сил. Ходовая часть была заимствована от французских машин: 8 катков на борт (в 4 тележки с вертикальной пружинной амортизацией), 4 поддерживающих ролика, заднее ведущее и переднее направляющее колёса. Броня составляла до 12 мм толщиной на бортах и до 22 мм спереди. Механик-водитель занимал своё место у правого борта.

### Сборка и модификация
Танк собирался достаточно быстро, однако в конце сборки его неожиданно перестроили. Девятигранную башню заменили на цилиндрическую с прямым лобовым листом, а двигатель Hispano решили заменить. Первоначально планировалось поставить мотор конструкции А.Микулина, но получить его в срок не удалось, и в качестве альтернативы был выбран авиадвигатель М-6 мощность от 180 до 200 лошадиных сил. После установки нового двигателя была переделана коробка передач, а затем были заменены ленточные плавающие тормоза. Планетарная коробка передач позволила изменить режим движения как на 15,7, так и на 2,7 км/ч, сохраняя возможность реверса на всех скоростях. Корпус удлинили и оснастили специальным «хвостом» для преодоления рвов и окопов.

## Строительство и испытания
Постройка велась с 13 октября 1928 по 15 октября 1929, однако оснащение оборудованием заняло ещё два месяца. Официально танк был принят в феврале 1930 года, а на испытания был представлен 2 апреля. По отчётам РГВА, танк прошёл всего 2 километра по грунту, поскольку после этого у него сломалась трансмиссия. В ходе этих ходовых испытаний чистое время работы двигателя составило 33 минуты (из них 21 минута в движении). После ремонта двигателя механики обнаружили неполадки и недоработки в ходовой части: перегрев коробки передач, закипание воды в радиаторе, отказ второй передачи и поломка правой гусеницы на мягком грунте. Вместе с тем принимавшие испытания отметили хорошую плавность хода.
С 28 апреля по 2 мая 1930 прошли очередные испытания, на которых присутствовали наркомвоенмор К.Е.Ворошилов, начальник УММ И.А.Халепский и начальник технического управления УММ Г.Г.Бокис, а также представители от ХПЗ С. Махонин и Владимиров. На испытаниях Т-12 продемонстрировал свои лучшие возможности, успешно пройдя по пересечённой местности и осилив подъём под углом 35-36 градусов на первой передаче. На грунте скорость составляла 26 км/ч, но при повышении числа оборотов двигателя до 2 тысяч в минуту скорость доходила и до 30 км/ч. Танк сумел преодолеть двухметровый окоп на песчаном грунте (потенциально он мог перейти ещё и ров шириной 2,65 м).
Огневые испытания провести не удалось в полной мере: из-за отсутствия пулемёта Фёдорова на танке был установлен 7,7-мм станковый пулемёт «Льюис» в шаровой установке конструкции Шпагина. Точность стрельбы составила 60%. Стрельба из пушки не прошла ввиду неготовности основного орудия. 12 июля 1930 прошли повторные огневые испытания с новой пушкой. Полный боезапас танка составлял всего 100 выстрелов и 4000 патронов к пулемётам, но в случае установки полного комплекта вооружения он бы составлял 98 снарядов и 7200 патронов. Также обстрел бронеплит танка привёл к выводу о соответствии защиты танка требованиям. Однако проблемы, выявленные на первых испытаниях, исправить в полной мере так и не удалось.

## Итоговая судьба
Госкомиссия в целом была довольна танком, однако порекомендовала провести его доработку, повысив запас хода танка и исправив проблемы с гусеницей и коробкой передач. Танк так и не поступил на вооружение РККА, однако на модифицированном танке Т-24 все недостатки были исправлены.